# Ernst Hairer
Compléments
Père de Martin Hairer, Médaille Fields
Ernst Hairer (né le 19 juin 1949 à Nauders) est un mathématicien autrichien, dont les domaines de recherche sont les équations différentielles ordinaires ainsi que leur résolution numérique.

## Biographie
Hairer étudie les mathématiques à partir de 1968 à l'Université d'Innsbruck, où il est assistant à l’Institut de mathématiques de 1970 à 1974 ; il obtient un doctorat sous la direction de Gerhard Wanner en 1972 (titre de la thèse : Eine allgemeine Methode für gewöhnliche Differentialgleichungen). De 1974 à 1976, il est chef de travaux à la Section de mathématiques de l'Université de Genève, ensuite de 1976 à 1980 de nouveau assistant à l'Université d'Innsbruck, où il soutient une thèse d'habilitation en 1979. En 1980-1981, il est professeur remplaçant sur une chaire de l'Université de Heidelberg ; il y est nommé professeur de classe C3 en 1981. Après plusieurs années comme professeur invité, il devient en 1985 professeur adjoint et en 1999 professeur ordinaire à l'Université de Genève.

## Travaux
Il est connu pour plusieurs ouvrages de référence sur les équations différentielles, notamment pou son livre avec Gerhard Wanner et Syvert Nørsett : Solving Ordinary Differential Equations en deux volumes. Il est aussi auteur d'implémentations de logiciels de calcul numérique d'une intégrale en libre accès (édition scientifique).

## Prix et distinctions
Il est docteur honoris causa de l’Université de Lund,. Avec Gerhard Wanner, il est lauréat, en  2003 du prix Peter Henrici  de l'École polytechnique fédérale de Zurich et de la SIAM. En 2009-2010 il était professeur invité John von Neumann à l'Université technique de Munich. En 2007, il était chercheur invité à l'Institut Isaac Newton à Cambridge.
De 1997 à 2002 il est membre du comité éditorial du journal SIAM Journal of Numerical Analysis et depuis 2005 de Mathematics of Computation et de Foundation of Computational Mathematics.
En 2009, la 7e « International Conference in Numerical Analysis and Applied Mathematics » en Crète lui a été dédié
Son fils Martin Hairer est également mathématicien, professeur à l'Imperial College London et titulaire de la  Médaille Fields.

## Publications
- Ernst Hairer et Gerhard Wanner, Analysis in der historischen Entwicklung, Springer, 2011, 405 p. (ISBN 978-3-642-13766-2). — Paru auparavant en anglais chez Springer : Analysis by Its History.  (2008). Traduction française :
- Ernst Hairer et Gerhard Wanner, L'analyse au fil de l'histoire, Springer, coll. « Bibliotheque » (no 10), 2001, x+372 (ISBN 978-3-540-67463-4, SUDOC 05513596X=, lire en ligne).
- Ernst Hairer, Christian Lubich et Gerhard Wanner, Geometric Numerical Integration : Structure-Preserving Algorithms for Ordinary Differential Equations, Springer, 2010, 2e éd., 644 p. (ISBN 978-3-642-05157-9).
- Ernst Hairer, Sylvert Nørsett et Gerhard Wanner, Solving Ordinary Differential Equations I, Springer, 2009 (ISBN 978-3-642-05163-0).
- Ernst Hairer, Sylvert Nørsett et Gerhard Wanner, Solving Ordinary Differential Equations II : Stiff and Differential-Algebraic Problems, Springer, 1996, 2e éd., 614 p. (ISBN 978-3-642-05220-0).
- Ernst Hairer, Christian Lubich et Michel Roche, He numerical solution of differential-algebraic systems by Runge-Kutta methods, Springer, 1989, 614 p. (ISBN 978-3-642-05220-0).

- Ernst Hairer, Syvert P. Nørsett et Gerhard Wanner, « Order stars and stability theorems », BIT, vol. 18,‎ 1978, p. 475-489.